# Froidmont-Cohartille
Froidmont-Cohartille é uma comuna francesa na região administrativa de Altos da França, no departamento de Aisne. Estende-se por uma área de 8,81 km². Em 2010 a comuna tinha 267 habitantes (densidade: 30,3 hab./km²).